# The Ultimate Monty Python Rip Off
The Ultimate Monty Python Rip Off è una compilation di alcuni sketch e canzoni dei Monty Python uscita nel 1994.

## Tracce
1. Introduction - 0:44
2. Finland - 2:18
3. Travel Agent - 3:45
4. I Like Chinese - 3:10
5. French Taunter - 1:59
6. Australian Table Wines - 1:26
7. Spanish Inquisition - 3:12
8. Galaxy Song - 2:37
9. Every Sperm Is Sacred - 9:24
10. Grim Reaper - 3:35
11. Sit on My Face - 0:43
12. La clinica per litigare - 7:33
13. Death of Mary, Queen of Scots - 2:25
14. Quattro signori - 3:32
15. The Lumberjack Song - 3:23
16. Albatroos - 1:02
17. Nudge, Nudge - 2:31
18. Parrot - 5:53
19. Bruces/Bruces' Philosophers Song - 3:00
20. Fish Licence - 2:48
21. Eric the Half-a-Bee
22. Spam Song - 2:20
23. Big Nose - 3:20
24. Stoning - 1:58
25. Link 1 - 0:18
26. Welease Wodger - 2:23
27. Link 2 - 0:28
28. Always Look on the Bright Side of Life - 3:30
29. Spanish Inquisition (Ending) - 0:29